# Corredor-crestudo
Espinheiro-de-crista ou corredor-crestudo (Coryphistera alaudina) é uma espécie de ave da família Furnariidae. É a única espécie do género Coryphistera.
Pode ser encontrada nos seguintes países: Argentina, Bolívia, Brasil, Paraguai e Uruguai.
Os seus habitats naturais são: matagal árido tropical ou subtropical.